# El Apachital
El Apachital är en ort i Mexiko.   Den ligger i kommunen Jamapa och delstaten Veracruz, i den sydöstra delen av landet, 300 km öster om huvudstaden Mexico City. El Apachital ligger 28 meter över havet och antalet invånare är 160.
Terrängen runt El Apachital är platt. Runt El Apachital är det ganska glesbefolkat, med 43 invånare per kvadratkilometer. Närmaste större samhälle är Soledad de Doblado, 19,0 km nordväst om El Apachital. Omgivningarna runt El Apachital är en mosaik av jordbruksmark och naturlig växtlighet.